# Ewald Raben
Ewald Raben (ur. 1968 w Winterswijk (Holandia) – holenderski przedsiębiorca i menedżer.

## Życiorys
Absolwent Wyższej Szkoły Transportu i Logistyki w Rotterdamie. Karierę biznesową rozpoczął w rodzinnym przedsiębiorstwie transportowym w Holandii założonym w roku 1931 przez jego dziadka, Jana Rabena. W roku 1991 ojciec Ewalda - Theo, otworzył oddział firmy w Polsce. Jej centralę w roku 2003 Ewald przeniósł do Poznania.

## Nagrody i wyróżnienia
- Laureat konkursu E&Y "Przedsiębiorca Roku 2012";
- Laureat nagrody LEO 2018 w kategorii "Przedsiębiorca roku" w Niemczech przyznanej przez Deutsche Verkehrs-Zeitung[2];
- Medal 100-lecia Odzyskania Niepodległości (2019)[3];
- tytuł "Człowieka Roku" 2022 branży TSL redakcji dziennika „Rzeczpospolita"[4].